# Editorial Universidad de Antioquia
La Editorial Universidad de Antioquia es la empresa editora de la Universidad de Antioquia, su sede se encuentra en la localidad colombiana de Medellín, en el bloque 28 de la Ciudad Universitaria. 
Hoy en día, la Editorial orienta su trabajo hacia la publicación, difusión y comercialización de obras que reúnan los modelos de calidad de las mejores producciones científicas y culturales no sólo de la Universidad sino de otros ámbitos universitarios y académicos que puedan ser de amplio reconocimiento en el mundo del libro, siempre con una perspectiva de beneficio académico, social y cultural. 

## Histórica

### Antecedentes
La historia del trabajo editorial de la Universidad de Antioquia está enlazada al desarrollo de la Institución y a la historia de sus publicaciones. Esta tarea tiene sus inicios en el siglo XIX y se enfocaba a la impresión de los textos de los profesores, las tesis y la papelería interna que precisaba la Universidad para sus actividades. Hasta 1929 este trabajo se realizaba en diferentes imprentas privadas y oficiales, pues desde ese año la Universidad pudo generar sus propios materiales gracias a que constituyó su propia imprenta.

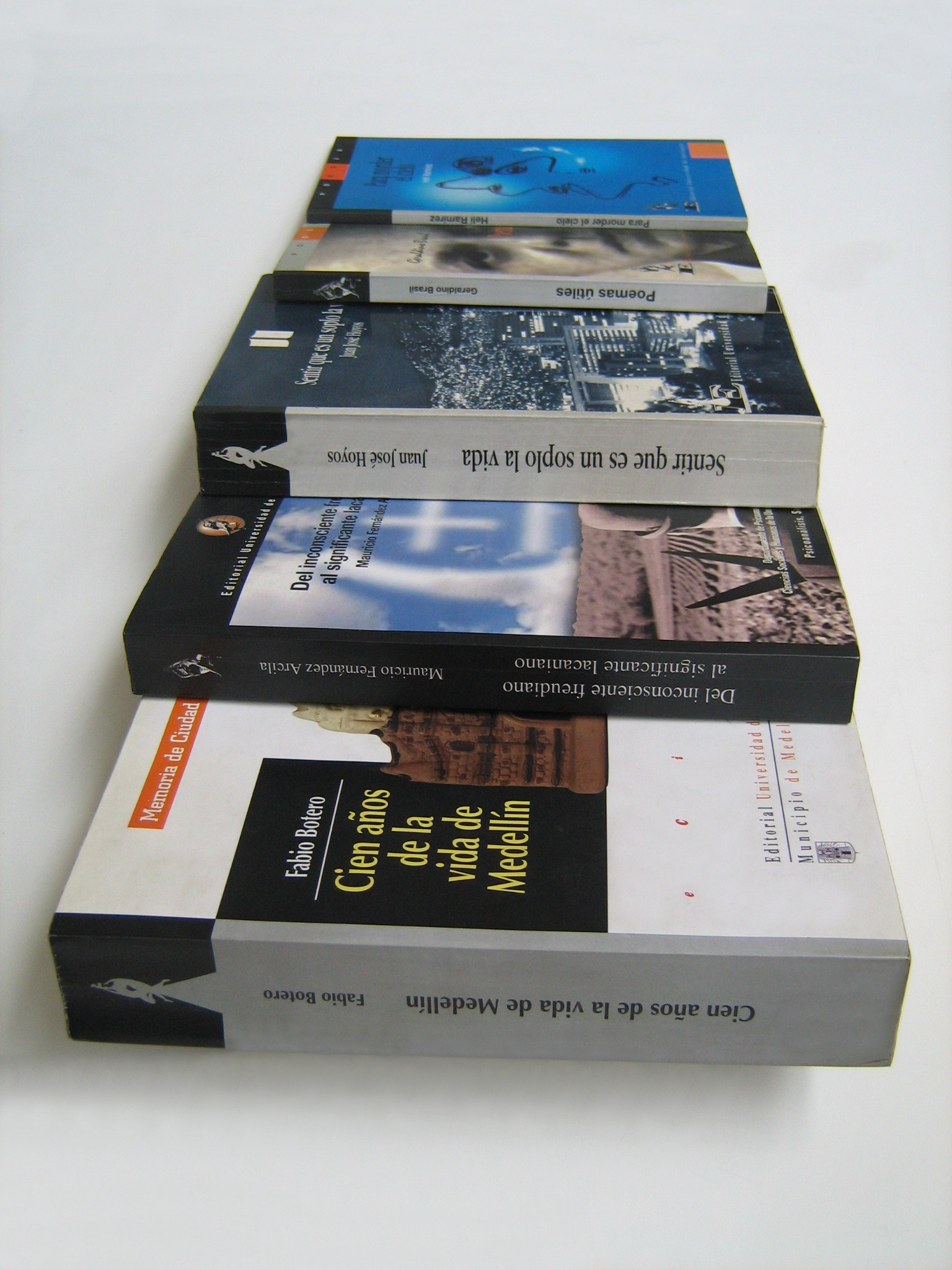
Algunos libros publicados por la Editorial U. de A.

Durante todo el siglo XX, la Universidad crece, se establecen nuevos programas académicos, lo que genera un aumento en la demanda de material impreso, condiciones que obligó a estar renovar una y otra vez la maquinaria de impresión y a establecer diferentes instancias de coordinación de este trabajo. Las publicaciones fueron tomando cada vez mayor importancia en el desarrollo de las actividades universitarias como apoyo a la enseñanza y de difusión de la producción intelectual de sus docentes e investigadores. Desde la década del setenta la producción y difusión de textos y revistas comenzó a crecer al punto que su estilo de manejo resultó limitado e inadecuado para las exigencias de la Universidad. Entonces, se hizo necesario, una labor sistemática y coordinada para atender las publicaciones de la Institución por lo cual se estableció en 1984 el Departamento de Publicaciones, unidad administrativa adscrita a Vicerrectoría General, encomendada de "la planeación, programación, y realización de las actividades de producción y distribución de materiales impresos", según el Acuerdo 7 de ese año. En 1998 fue anexada a la Secretaría General de la Universidad.
Desde el establecimiento del Departamento de Publicaciones, y primordialmente en los últimos diez años, se ha fortalecido la labor editorial de la publicación, diferenciándose del trabajo de impresión que, como se mencionó antes, lo ejecuta la Imprenta Universidad de Antioquia e incluye el diseño, diagramación, montaje, impresión y acabado de libros, revistas, folletos y documentos institucionales. La labor editorial la ejecuta la Editorial Universidad de Antioquia que ha encaminado su función en tres áreas: la de producción de libros, la de promoción y mercadeo del fondo editorial y la de actividades de extensión e investigación editorial.

### Consolidación
En los recientes años la Editorial ha consolidado su labor en estas áreas y sus logros se pueden ver en la eficacia de los procesos de elaboración editorial e impresión, en el fortalecimiento de sus colecciones, en la formación de una imagen institucional y una identidad en el diseño de sus libros, en la asistencia en las ferias nacionales e internacionales del libro y en la creciente comercialización de su fondo por medio de distintos canales de distribución.
Hoy en día la Editorial Universidad de Antioquia ha divulgado un promedio de 70 libros anuales. En el presente cuenta con 350 títulos en oferta que se concentran en 16 colecciones y un catálogo histórico desde 1980 que agrupa 600 obras sobre una extensa gama temática. Todo esto ha permitido que se le reconozca un sitio sobresaliente en las áreas de las ediciones universitarias de Colombia y del continente.

## Áreas de trabajo
El área de producción de libros se enfoca en los procesos que parten desde la recepción de originales hasta su entrega a los talleres de impresión, los cuales abarcan el peritaje académico y económico, el diagnóstico y la elaboración editorial de los textos, igualmente de la definición y manejo de los aspectos formales del libro para la exhibición de una imagen editorial consolidada. Con estos procesos buscan ordenar la presentación y el material de la obra, teniendo presente el tipo de texto, los temas a tratar, el camino y el público al cual va pensada.
En el área de promoción y mercadeo se investigan los diferentes campos del mercado de cada libro, se localiza su público y se planean estrategias de difusión para los libros publicados. Esta unidad coordina, igualmente, la participación en ferias del libro y establece los canales de distribución adecuados para comercializar el fondo editorial en el mercado nacional e internacional, trabajo que realiza con los distribuidores y encargados de los diferentes puntos de venta.
Las actividades de extensión se tratan de cursos y talleres que buscan como objetivo orientar a la producción intelectual de docentes, investigadores de los establecimientos de educación superior, y escritores en general, hacia una publicación de libros con excelente calidad académica y editorial. En estos cursos se enseñan tácticas y herramientas para la elaboración, manejo y disposición de la información en el texto, lo cual mejora y hace más práctico el proceso de escritura.
Todas las actividades de la Editorial se basan en la investigación constante de los matices culturales, académicos y técnicos de la edición universitaria, con el fin de especializar el trabajo de edición y de promover entre investigadores y docentes, en especial de la Universidad de Antioquia, la labor de la escritura y la publicación. Hoy en día, la Editorial también busca nuevos estilos de producción del libro y de divulgación y transmisión del saber, creados a partir del proceso de la informática, para responder a nuevas expectativas culturales.